# Jendrik Sigwart
Jendrik Sigwart (Hamburgo, 27 de agosto de 1994) es un cantante y compositor alemán.

## Vida y carrera
Jendrik Sigwart nació en Hamburgo y tiene cuatro hermanos. Aprendió a tocar el piano y el violín cuando era adolescente y cursó estudios musicales durante cuatro años en el Instituto de Música de la Universidad de Osnabrück. Durante sus estudios, apareció en varios musicales, incluidos My Fair Lady, Hairspray y Peter Pan. Sigwart también compone sus propias canciones, las cuales suele publicar en YouTube, en las cuales destaca el ukelele como instrumento.
Por otro lado, el 6 de febrero de 2021, se anunció que Jendrik Sigwart había sido seleccionado internamente para representar a Alemania en el Festival de la Canción de Eurovisión 2021, celebrado en Róterdam. Su canción para el concurso, compuesta por él mismo y titulada «I Don’t Feel Hate», fue lanzada el 25 de febrero del mismo año. Fue producido por Christoph Oswald.

## Vida personal
Sigwart vive en Hamburgo con su novio Jan.